# Saint-Jacut-de-la-Mer
Saint-Jacut-de-la-Mer (en bretó Sant-Yagu-an-Enez) és un municipi francès, situat a la regió de Bretanya, al departament de Costes del Nord. L'any 1999 tenia 871 habitants.

## Demografia
| 1962                                       | 1968  | 1975 | 1982 | 1990 | 1999 |
| ------------------------------------------ | ----- | ---- | ---- | ---- | ---- |
| 1.051                                      | 1.022 | 934  | 893  | 797  | 871  |
| Des de 1962: població sense dobles comptes |       |      |      |      |      |

## Administració
| Període   | Identitat        | Partit |
| --------- | ---------------- | ------ |
| 2001-2008 | Jacques Roux     |        |
| 2008-     | Daniel Cattelain |        |